# GamersGate
GamersGate es un servicio en línea de venta y distribución de videojuegos con sede en Estocolmo, Suecia.

## Historia
En el año 2004 los desarrolladores de Paradox Interactive ante el aumento de usuarios de la empresa deciden crear su propia plataforma independiente de venta y distribución de videojuegos. Es una de las plataformas de venta de videojuegos en línea más antigua del mercado junto a Steam.

## Actualmente vende juegos de las siguientes desarrolladoras
- Paradox Interactive
- Capcom
- Ubisoft
- Sega
- Bethesda Softworks
- Electronic Arts
- Amanita Design
- Atari
- Epic Games
- 2K Games